# Пробудження на Азуза-стріт
Пробудження на Азуза-стріт (англ. Azusa Street Revival) — рух «пробудження» серед християн (в основному протестантів), який почався в 1906 році в місії (згодом у церкві), яка розташовувалося за адресою: Лос-Анджелес, Азуза-стріт, 312  . Саме цей рух започаткував всесвітнє поширення сучасного п'ятидесятництва . Керівники місії вчили про важливість для кожного віруючого наповнитися Святим Духом (вони називали це — хрещення Святим Духом) і як знамення цього здатність говорити " іншими мовами ".

## Передісторія

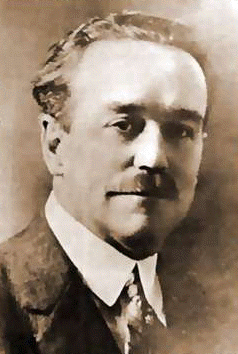
Чарльз Фокс Пархам

Чарльз Фокс Пархам (р. 1873), методистский пастор, відкриває Біблійну Школу в м. Топека, штат Канзас. Заняття починаються з жовтня 1900 року. Пархам дає своїм учням завдання встановити, де в Біблії було знамення про наповнення людей Святим Духом . Уважно вивчаючи книгу Дій Апостолів, учні прийшли до висновку, що таким знаменням був дар " інших мов ". У ніч з 31 грудня 1900 року на 1 січня 1901 року учні перебували в молитві, і Агнеса Озман попросила покласти на неї руки і помолитися про те, щоб Дух Святий зійшов на неї. Після молитви вона почала говорити «іншими мовами»  .
Так як подібна подія (говоріння «іншими мовами») описується в книзі Дій Апостолів сталася в день П'ятидесятниці, новий рух отримав назву п'ятидесятники .

## Діяння 2:4
Усі ж вони сповнились Духом Святим, і почали говорити іншими мовами, як їм Дух промовляти давав.
Приблизно в цей же час преподобний Джозеф Смейл, пастор Першої баптистської церкви Лос-Анджелеса, під час чергового відвідування Англії, познайомився з лідером " пробудження в Уельсі " Еваном Робертсом. Під керівництвом Евана Робертса в Уельсі в 1904—1906 роках проходило релігійне Пробудження, і в результаті понад сто тисяч чоловік звернулося в віру .
Джозеф Смейл вирішив вести свою церкву в такому напрямку, щоб релігійне пробудження почалося в Лос-Анджелесі. Спочатку люди з ентузіазмом підтримували свого пастора. Але преподобний Смейл наполягав на багатогодинних молитвах, і церковний рада поставила йому ультиматум: або хід церковного життя повертається в колишнє русло, або йому потрібно залишити церкву. Смейл вибирає друге і за підтримки деяких членів церкви починає збір нової «Першої церкви Нового Завіту»  . Нова церква акцентує увагу на молитву про пробудження і очікує дарів Духа Святого, як в день П'ятидесятниці.

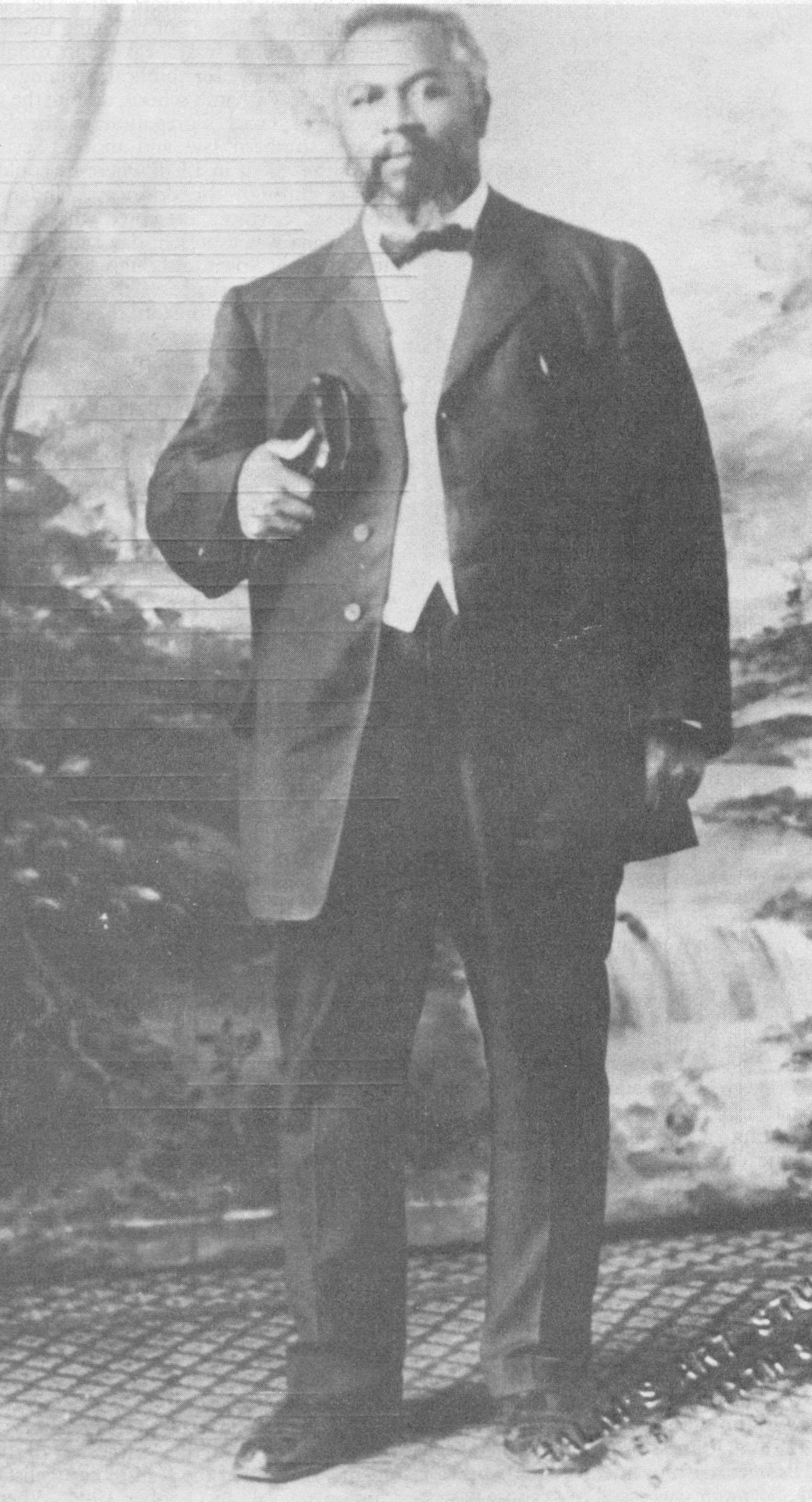
Вільям Сеймур

Вільям Сеймур народився 2 травня 1870 року в сім'ї Саймона і Філліс Сеймур, колишніх рабів. Переїхавши в 1895 році в Індіанаполіс, Сеймур навертається до віри методистської єпископальної церкви. Пізніше він переїжджає в м Цинциннаті, штат Огайо, де захворює віспою . Він вижив після трьох тижнів мук, осліп на ліве око і його обличчя вкрилося рубцями.
У 1905 році Чарльз Пархам почав проповідувати нове вчення в м. Х'юстон, штат Техас . Постійною прихожанкою його церкви була — місіс Люсі Фарроу. Вона була пастором маленької церкви Руху святості . Чарльз Пархам запропонував їй стати гувернанткою в його будинку і відправитися з своєю сім'єю в Канзас, де хотів проповідувати. На час свого від'їзду Люсі попросила Сеймура побути пастором в її церкві. Повернувшись з поїздки по Канзасу, вона розповіла Сеймуру про все, що вона бачила і чула, включаючи говоріння «іншими мовами» .
У 1905 році Чарльз Пархам відкриває нову Біблійну Школу в м. Х'юстон, Техас. Люсі Фарроу наполягає, щоб Сеймур став студентом в цій школі. Дізнавшись про нову Школу і почувши проповіді Пархема, Сеймур вирішує стати студентом нової школи. У той час існували дуже сильні закони сегрегації, які не дозволяли чорношкірому учневі перебувати в одному класі з білими учнями. Тому Чарльз Пархам дозволяє поставити спеціальну парту для Сеймура в холі, щоб він міг слухати лекції через відчинені двері.
Через місяць після початку навчання в новій школі Сеймур отримує запрошення з Лос-Анджелеса від місіс Джулії Хатчинс. Вона відкрила нову церкву Руху святості і запрошувала Сеймура стати пастором. Пархам чинив опір цій пропозиції, так як бачив в чорношкірому учні потенціал для поширення молодого п'ятидесятницького вчення серед чорних жителів Техасу. Одним з аргументів було те, що Сеймур ще не пережив «хрещення Святим Духом» і не заговорив «іншими мовами». Незважаючи на відсутність підтримки з боку Пархема, Сеймур вирішує прийняти пропозицію і переїхати в Лос-Анджелес  .

## Лос-Анджелес
Коли Сеймур приїхав з Лос-Анджелес 22 лютого 1906 року, чисельність населення міста становила понад 238 000 громадян. У травні 1906 близько тридцяти протестантських церков об'єдналися разом і створили Лос-Анджелеську федерацію церков.
Будівля, в якому проводила служіння церква пані Хатчинс, мала площу 1200 м². Відчувши покликання стати місіонером в Ліберії, місіс Хатчинс оголосила в церкві, що хоче знайти нового пастора. Одна з парафіянок — Нілі Террі — розповіла, що під час візиту в Х'юстон в 1905 році вона чула проповідь Вільяма Сеймура, і порекомендувала його іншим членам громади. Після молитви місіс Хатчинс відправила запрошення Вільяму Сеймуру.
Почавши проповідувати в новій церкві, Сеймур тут же став говорити про «хрещення Святим Духом» і знамення говоріння «іншими мовами». Це викликало занепокоєння у керівництва громади, так як вони не були готові прийняти нове для них вчення. Пані Хатчинс повідомила президенту Асоціації церков Руху святості Дж. М. Робертса про виниклі у неї проблеми. Той зібрав зустріч керівників цієї Асоціації, куди запросив Сеймура. Йому було поставлено дві умови:
1. Перестати проповідувати в церквах Асоціації про хрещення Святим Духом.
2. Коли Сеймур сам отримає це хрещення, повідомити Робертса.

В цей час Сеймур проживав в будинку сімейства Лі, які радо прийняли його і разом стали проводити регулярні молитовні зібрання. Ці збори проводилися протягом березня, і до них стали приєднуватися інші люди, поки в будинку сімейства Лі не залишилося місця. Тоді місце проведення зібраннь перенесли в будинок іншої афроамериканської сім'ї — Річарда і Рут Ешберрі .
До зборів Сеймура приєднувалося все більше людей, тому він вирішив покликати на допомогу своїх друзів з Х'юстона — Люсі Фарроу і Джозефа Уоррена, які приїхали на початку квітня. Одного дня, коли Вільям Сеймур сидів з друзями за столом, Едвард Лі сказав, що погано себе почуває, і попросив помолитися за нього з покладанням на нього рук. Під час молитви він впав на підлогу і почав говорити «іншими мовами». Звістка про цю подію привабила ще більше людей, і натовп стояв навколо будинку і на ґанку. У четвер 12 квітня 1906 року після тривалої молитви Вільям Сеймур нарешті заговорив «іншими мовами». Зрештою натовп зацікавлених став таким великим, що ґанок в будинку Ешбері не витримав і звалився.
Ще до випадку з розваленим ганком Сеймур і його парафіяни шукали нове місце для проведення зборів. Хтось повідомив їм про порожньє приміщення за адресою Азуза-стріт, 312, що належло Першій африканській методистській церкві. Сторони домовилися, що оренда будівлі коштуватиме 8 доларів на місяць. Служіння переїхало в це приміщення, яке стало відоме як «Місія на Азуза-стріт».

## Місія Апостольської віри
Саме після переїзду на Азуза-стріт релігійний рух став отримувати свою популярність. На зібрання стали приходити люди з усього міста, а потім приїжджати і з інших місць. Були організовані особливі збори для пасторів і служителів різних церков, які проходили кожного понеділка вранці. Сеймур дозволяв проповідувати на зборах Місії, як жінкам, так і чоловікам, серед них були: Гленн Кук, Франк Бартлеман, Вільям Х. Дерем і інші.
У вересні 1906 року місія почала видавати свою власну газету під назвою «Апостольська Віра». Згодом її тираж зріс до 50 000 примірників. 9 березня 1907 року місія на Азуза-стріт отримала свою офіційну реєстрацію під назвою — «Місія Апостольської Віри». А через місяць після реєстрації, по закінченню терміну оренди будівлі за адресою: Азуза-стріт, 312, Сеймур викупив цю будівлю у Першої африканської методистської церкви за 15 000 доларів.
Богослужіння у новій церкві проходили дуже емоційно. За свідченням очевидців люди танцювали, радісно стрибали, піднімали руки вгору, голосно кричали. Деякі падали на підлогу «побиті Святим Духом», як вони це називали. Хтось починав швидко говорити «іншими мовами», а хтось втрачав дар мови  .
Серйозне випробування для Вільяма Сеймура відбулося в листопаді 1906 року. У міру того, як пробудження поширювалося за межі Лос-Анджелеса, Сеймур написав лист Чарльзу Ф. Пархаму і запросив його приїхати в Лос-Анджелес і повести за собою цей рух. Пастор Сеймур рекламував майбутній приїзд Пархема з великою радістю. Але коли той приїхав, він піддав критиці деякі речі, які відбувалися на зборах Місії Апостольської Віри. Сеймур був змушений усунути Пархема від керівництва місією.

## Всесвітній вплив
Пробудження в місії на Азуза-стріт вплинуло на євангельських християн по всьому світу. Хтось зміг особисто бути присутнім на цих служіннях і потім почав проповідувати п'ятидесятницькі доктрини у себе в країні. Інші отримували звістки про те, що відбувається в Лос-Анджелесі і шукали подібних переживань.
Так Томас Барратт служитель з Норвегії, приїхав в 1906 році в США, щоб зібрати пожертви для сирітського будинку в Осло. Почувши про те, що відбувається на Азуза-стріт, він написав листа керівникам місії з проханням молитися про те, щоб він сповнився Святим Духом і почав говорити «іншими мовами». Закрившись з своєму готельному номері в Нью-Йорку, він постив і молився поки не заговорив на мовах. Після повернення до Норвегії, він провів перші п'ятидесятницькі збори, на які зібралося 2000 людей .
Одним із відвідувачів зібрання Баррата був Леві Петрус, який був членом баптистської церкви в Швеції . Він поширив цей досвід в свою країну і організував п'ятидесятницьку церкву, яка стала другою за величиною в країні після Лютеранської . Заснована ним в Стокгольмі церква довгий час була найбільшою в Європі .

## Зноски
1. ↑  Робек, 2011, с. 100.
2. ↑  Робек, 2011, с. 64—67.
3. ↑  Франчук, В. И., ПРОСИЛА РОССИЯ ДОЖДЯ У ГОСПОДА
4. ↑  Робек, 2011, с. 87, 88.
5. ↑  Лиардон, Робертс Божьи Генералы, с.147
6. ↑  Робек, 2011, с. 76, 77.
7. ↑  Робек, 2011, с. 93, 94.
8. ↑  Робек, 2011, с. 174, 175.
9. 1 2  Ричард Циммерман. Огонь Пятидесятницы // Вестник ХВЕ : журнал. — № 8. Архівовано з джерела 29 січня 2018. Процитовано 2020-10-14.